# 周緤
周緤（？—前175年），沛縣（今江蘇徐州）人，漢朝政治人物，封為蒯成侯，諡號貞侯。

## 生平
周緤曾担任刘邦的参乘，以舍人（食客）的身份追随刘邦於沛縣起義。至霸上，向西入蜀、漢，還定三秦（章邯、司馬欣、董翳），被赐给池阳为食邑。並跟隨劉邦度平陰，參予大小戰役，從未違劉邦之意。
汉高祖封周緤为信武侯，赐食邑三千三百户。高祖十二年，改封为蒯成侯，废除之前封给的食邑。
孝文帝五年，周緤因年老逝世，谥号为贞侯。

## 轶事
消滅異姓王風潮中，汉高祖打算亲自讨伐陈豨，被周緤阻止。周緤说：“秦始皇滅亡六國，也不曾御駕親征，皇上一直御駕親征，是沒有將領可以派了麼？”刘邦觉得这是周緤对自己的爱护，很感动，賜「入殿不趨，殺人不死」。

## 家庭

### 子
- 周昌
- 周居

## 延伸阅读
[在维基数据编辑]
 《史記/卷098》，出自司馬遷《史記》
 《漢書·卷041》，出自班固《漢書》